# Borsa de Valors de Cap Verd
La Borsa de Valors de Cap Verd fou fundada l'11 de maig de 1998 per decisió governamental i és el principal mercat de valors de Cap Verd. Està situat a Praia.
Les activitats de la Borsa de Valors de Cap Verd (BVC) van començar al desembre de 2005, amb 44 bons del tresor i accions de tres empreses. Les accions d'empreses inclouen dos bancs i una tabaquera.
L'estructura operativa del mercat d'intercanvi d'accions a Cap Verd combina el sistema de subhasta amb els sistemes de preus dirigits per tal de facilitar una major liquiditat del mercat. El mercat ha desplegat enormes esforços per reestructurar-se, en línia amb les millors pràctiques i la majoria de les directrius internacionals. Totes les plataformes són creïbles i alguns són utilitzades per Euronext Lisboa i Interbolsa. La BVC és membre de les institucions internacionals més rellevants pel que es refereix a la disciplina del mercat de capitals.